# Masore
Masore este o localitate din comuna Idrija, Slovenia, cu o populație de 67 de locuitori.